# Emmy Internacional 2008
A 36.ª cerimônia de entrega dos International Emmys (ou Emmy Internacional 2008), aconteceu em 24 de novembro de 2008, no Hilton Hotel em Nova York, Estados Unidos, e foi apresentado pelo ator Roger Bart.

## Cerimônia
Os indicados para a 36ª edição dos Emmys Internacionais foram anunciados pela Academia Internacional das Artes e Ciências Televisivas (IATAS) em 13 de outubro de 2008 em uma conferência de imprensa na MIPCOM em Cannes, França. Ao todo, 40 programas de 16 países competiram ao prêmio em 10 categorias. O Reino Unido liderou a lista com oito indicações, seguido pelo Brasil com seis, Argentina e Japão com quatro, China e Dinamarca com três, Jordânia e Peru com uma nomeação. Os indicados foram selecionados ao longo de seis meses, por uma banca composta de 600 juízes representando cerca de 50 países.
Neste ano, a Academia Internacional premiou pela primeira vez uma telenovela, com a introdução de uma nova categoria, disputada por The Invasion Igtiyah da Jordânia, Lalola da Argentina, One Night of Love da Rússia e Paraíso Tropical do Brasil.
Entre os programas brasileiros que disputavam o Emmy estavam, Por Toda Minha Vida: Nara Leão na categoria de melhor programa artístico, a série Mandrake na categoria de melhor drama, Collision Over the Amazon da Discovery Channel na categoria melhor documentário, Paraíso Tropical como melhor telenovela, e os atores Pedro Cardoso e Irene Ravache nas categorias ator e atriz respectivamente.

### Apresentadores
O seguinte indivíduo foi escolhido para ser anfitrião da cerimônia:
- Roger Bart

Os seguintes indivíduos foram escolhidos para entregar os prêmios:
| Apresentadores                                                            | Categoria                                     |
| ------------------------------------------------------------------------- | --------------------------------------------- |
| Kerry O'Malley                                                            | Melhor Programa Artístico                     |
| Judith Light                                                              | Melhor Ator                                   |
| Lance Reddick                                                             | Melhor Atriz                                  |
| John Waters                                                               | Melhor Comédia                                |
| Andrea Roth                                                               | Melhor Documentário                           |
| Kelly Rutherford                                                          | Melhor Série Dramática                        |
| Marcus Schenkenberg e Malu Mader                                          | Melhor Programa de Entretenimento sem Roteiro |
| Heather Tom                                                               | Melhor Série Infantojuvenil                   |
| Paul Blackthorne                                                          | Melhor Telefilme/Minissérie                   |
| Willie Garson e Cecilia Suárez                                            | Melhor Telenovela                             |
| Dann Florek, Sam Waterston, Tamara Tunie, Michaela McManus e Linus Roache | Emmy Founders Award                           |
| Elaine Chao                                                               | Emmy Directorate Award                        |

## Vencedores
| Melhor Ator | Melhor Atriz |
| --- | --- |
| - David Suchet em Maxwell - Reino Unido (BBC) - Pedro Cardoso em A Grande Família - Brasil (Rede Globo) - Karl Markovics em Franz Fuchs - Ein Patriot - Áustria (ORF) - Wang Cheng Yang em The I-go King and His Son - China (CCTV-6)                      | - Lucy Cohu em Forgiven - Reino Unido (Channel 4) - Sofie Gråbøl em Forbrydelsen - Dinamarca (DR) - Irene Ravache em Eterna Magia - Brasil (Rede Globo) - Zhibo Yuan em Wait for the Birth of the Husband - China (CCTV-6) |
| Melhor Série Dramática | Melhor Filme para TV ou Minissérie |
| - Life on Mars - Reino Unido (BBC) - Home Affairs - África do Sul (Penguin Films) - Forbrydelsen - Dinamarca (DR/ZDF/NRK/SVT) - Mandrake - Brasil (HBO Brasil)                                                                                             | - Television por la identidad - Argentina (Telefe) - Das Wunder von Berlin - Alemanha (Rede Globo) - Britz - Reino Unido (Channel 4) - Wait for the Birth of the Husband - China (CCTV-6)                                  |
| Melhor Programa Artístico | Melhor Série de Comédia |
| - Strictly Bolshoi - Reino Unido (Channel 4) - Por Toda Minha Vida: Nara Leão - Brasil (Rede Globo) - Richard Serra: To See Is to Think - Alemanha (ZDF/WDR) - Inheriting a Kabuki Legacy - Ichikawa Ebizo: His Fate and Anguish - Japão (Fuji Television) | - The IT Crowd - Reino Unido (Channel 4) - Mi Problema con las Mujeres - Peru (Frecuencia Latina) - Geile Zeit - Alemanha (RTL/Sony Pictures) - NEO - Office Chuckles - Japão (NHK)                                        |
| Melhor Programa de Entretenimento sem Roteiro | Melhor Documentário |
| - The Big Donor Show - Holanda (BNN) - Caiga Quien Caiga - Argentina (Cuatro Cabezas) - Canada's Next Great Prime Minister - Canadá (CBC Television) - Doors - Japão (TBS)                                                                                 | - The Beckoning Silence - Reino Unido (Channel 4) - Asian Corridor in Heaven - Coreia do Sul (KBS) - A Tragédia do Voo 1907 - Brasil (Discovery Channel) - Please Vote for Me - Dinamarca (Steps International)            |
| Melhor Programa infanto-juvenil | |
| - Shaun the Sheep - Reino Unido (BBC) - I Feel the Words - Japão (NHK) - Patito feo - Argentina (Canal 13) - Ping-Pong - Noruega (NRK/SVT/DR/YLE/KRO) | |

## Múltiplas indicações
Por país
| N.º de indicações | País                         |
| ----------------- | ---------------------------- |
| 8                 | Reino Unido                  |
| 6                 | Brasil                       |
| 4                 | Argentina · Japão ·          |
| 3                 | China · Dinamarca · Alemanha |

Por rede
| N.º de indicações | Emissora de TV |
| ----------------- | -------------- |
| 5                 | Channel 4      |
| 4                 | TV Globo       |
| 3                 | BBC            |

## Múltiplas vitórias
Por país
- Reino Unido — 7

Por rede
- Channel 4 — 4
- BBC — 3